# スピン構造
微分幾何学において、向き付け可能リーマン多様体 (M, g) 上のスピン構造（スピンこうぞう、英: spin structure）は、付随するスピノル束の定義を可能にし、微分幾何学におけるスピノルの概念を生じる。
数理物理学、特に場の量子論へ広く応用され、電荷を持たないフェルミオンに関する任意の理論の定義にスピン構造は必須である。純粋数学的にも、微分幾何学や代数的位相幾何学、K-理論などに於いてスピン構造は興味の対象である。スピン構造はスピン幾何学に対する基礎付けを成す。

## 導入
幾何学および場の理論において、与えられたリーマン多様体 (M, g) がスピノルを持つことができるか否かは興味のある問題である。この問題を扱うための一つの方法が、M がスピン構造を持つと仮定することである。しかし常にそのように仮定してよいわけではなく、スピン構造の存在に対する位相的な障害の可能性がある。スピン構造が存在するための必要十分条件は、M の二次スティーフェル–ホイットニー類 w2(M) ∈ H2(M, Z2) が消えていることである。さらに言えば、w2(M) = 0 ならば、M 上のスピン構造の同型類全体の成す集合の上には H1(M, Z2) が自由かつ推移的に作用する。多様体 M は向き付けられていると仮定すれば、M の一次スティーフェル–ホイットニー類 w1(M) ∈ H1(M, Z2) も消えている（多様体 M の各スティーフェル–ホイットニー類 wi(M) ∈ Hi(M, Z2) は、M の接束 TM のスティーフェル–ホイットニー類として定義される）。
M 上のスピノルの束 πS: S → M は、「M のスピン標構 πP: P → M に対応する主束が付随する複素ベクトル束」であり、そしてまた、「その構造群がスピン群 Spin(n) であるような、スピノルの空間 Δn を表現空間とするスピン表現」である。この束 S を与えられた M 上のスピン構造に対するスピノル束と呼ぶ。
多様体上のスピン構造の精確な定義は、ファイバー束の概念を導入して初めて可能である。Haefliger (1956) は、向き付け可能なリーマン多様体上のスピン構造の存在に対する位相的な障害を発見し、Karoubi (1968) はこの結果を、向き付け不能な擬リーマン多様体にまで拡張した。

## リーマン多様体上のスピン構造

### 定義
向き付け可能なリーマン多様体 (M, g) 上のスピン構造とは、向き付けられた直交標構束 FSO(M) → M の、二重被覆 ρ: Spin(n) → SO(n) に関する同変持ち上げを言う。すなわち、対 (P, FP) が主束 π: FSO(M) → M 上のスピン構造であるとは、
1. πP: P → M は M 上の主 Spin(n)-束である。
2. FP: P → FSO(M) は同変二重被覆写像であって π ∘ FP = πP かつ任意の p ∈ P, q ∈ Spin(n) に対して FP(pq) = FP(p)ρ(q) を満たす。

が満たされるときに言う。この主束 πP: P → M を、M 上のスピン標構束とも呼ぶ。
同じ一つの向き付けられたリーマン多様体 (M, g) 上の、二つのスピン構造 (P1, FP1), (P2, FP2) が同値であるとは、Spin(n)-同変写像 f: P1 → P2 が存在して、FP2 ∘ f = FP1 かつ任意の p ∈ P1, q ∈ Spin(n) に対して f(pq) = f(p)q とできるときに言う。 
もちろん、この場合の FP1, FP2 は、与えられたリーマン多様体 (M, g) 上の向き付けられた正規直交標構 SO(n)-束 FSO(M) → M の二つの同値な二重被覆である。
この「主束 FSO(M) → M 上のスピン構造」としての (M, g) 上のスピン構造の定義は、Haefliger (1956) による。

### 障害
Haefliger (1956) は、向き付けられたリーマン多様体 (M, g) 上のスピン構造の存在に対する必要十分条件を発見した。スピン構造を持つことに対する障害となるのは、H2(M, Z2) のある種の元 [k] である。スピン構造に対して、その類 [k] は M の二次のスティーフェル–ホイットニー類 w2(M) ∈ H2(M, Z2) である。従って、スピン構造が存在するための必要十分条件は、M の二次スティーフェル–ホイットニー類 w2(M) ∈ H2(M, Z2) が消えていることである。

## ベクトル束のスピン構造
M をパラコンパクト位相多様体とし、M 上の向き付けられた n-次元ベクトル束 E はファイバー計量を持つとする（これは、M の各点における E のファイバーが内積空間であることという意味である）。E のスピノル束は、M の各点に対して一貫した仕方でスピン表現を付随させるための処方箋になる。スピン構造を持つことが可能となることへの位相的障害が存在し、その結果として、与えられた束 E が如何なるスピノル束も持たないこともありうる。E がスピン構造を持つ場合、束 E はスピンである（スピン束）という。
このことは、主束を考えることによって厳密にすることができる。ベクトル束の正規直交標構全体の成す集合は標構束 PSO(E) を成す（これは特殊直交群 SO(n) の作用の下での主束である）。PSO(E) に対するスピン構造とは、PSO(E) の（スピン群 Spin(n) の作用の下の）主束 PSpin(E) への持ち上げである。これはつまり、束写像 φ: PSpin(E) → PSO(E) が存在して、任意の p ∈ PSpin(E), g ∈ Spin(n) に対して φ(pg) = φ(p)ρ(g) が成り立つということを意味する。ここに、 ρ: Spin(n) → SO(n) はスピン群を SO(n) の二重被覆として表わす群準同型である。
E が底多様体 M 上の接束 TM である特別の場合には、スピン構造が存在するとき M をスピン多様体と呼ぶ。同じことだが、多様体 M がスピンであるとは、M の接ファイバーの正規直交基底のなす SO(n)-主束が、主スピン束の Z2-商であるときに言う。
多様体が胞体分割や三角分割を持つとき、スピン構造は等価的に、1-骨格上の接束を 2-骨格上に拡張したものの自明化 (trivialization) のホモトピー類として考えることができる。次元が 3 より低い場合には、まず自明直線束とのホイットニー和をとる。

### 障害
ベクトル束 E 上のスピン構造が存在するための必要十分条件は、E の二次スティーフェル–ホイットニー類 w2 が消えていることである。これは Borel & Hirzebruch (1958)の結果である。ここで、πE: E → M が向き付け可能ベクトル束と仮定したことに注意せよ。

### 分類
スピン構造が存在するとき、多様体上の互いに同値でないスピン構造の全体は、H1(M, Z2)（これは、普遍係数定理により H1(M, Z2) と同型）の元全体と（標準的でない）一対一対応を持つ。より精確に述べれば、スピン構造の同型類全体の成す空間は、H1(M, Z2) 上のアフィン空間である。
直観的には、M 上の各非自明サイクルに対して、スピン構造は SO(N)-束の切断がループを囲むとき被覆面を切り替えるか否かの二者択一に対応する。w2 が消えているとき、これらの選択は二次元骨格 (2-骨格) へ拡張でき、それゆえ（障害理論により）自動的に M 全体の上まで拡張できる。素粒子物理学においてこのことは、各ループを周るフェルミオンに対する周期的または反周期的境界条件の選択に対応する。

### 素粒子物理学への応用
素粒子物理学におけるスピン統計定理は、電荷を帯びていないフェルミオンの波動函数が、付随するベクトル束の切断の SO(n)-束 E へのスピン持ち上げであることを含意する。従って、スピン構造の選択は波動函数を定義するために必要なデータの一部であり、分配函数での選択を渡る和をとることにしばしば必要となる。多くの物理理論で E は接束であるが、弦理論におけるD-ブレーンの世界体積上のフェルミオンに対しては法束をとる。

### 例
1. 種数 g のリーマン面は、同値でないスピン構造を 22g 個持つ。テータ特性類（英語版）の項を参照。
2. H2(M, Z2) が消えるならば M はスピン多様体である。たとえば、Sn は任意の n (≠ 2) に対してスピン多様体である。（実は S2 もスピン多様体となるが、理由が異なる。後述）
3. 複素射影平面 CP2 はスピン多様体でない。
4. より一般に、すべての偶数次元複素射影空間 CP2n はスピン多様体でない。
5. すべての奇数次元複素射影空間 CP2n+1 はスピン多様体である。
6. 三次元以下のすべてのコンパクトな向き付け可能多様体はスピン多様体である。
7. すべてのカラビ・ヤウ多様体はスピン多様体である。

### 性質
- スピン多様体のÂ 種数は整数であり、さらに次元が 4 mod 8 であれば偶数である。
一般に、Â 種数は有理数不変量で、任意の多様体に対し定義されるが、一般に整数ではない。
これはもともとヒルツェブルフとボレルにより証明されたもので、アティヤ–シンガーの指数定理によって証明することができ、Â 種数はディラック作用素（英語版）（ディラック作用素は二階作用素の平方根であり、スピン構造が「平方根」であるおかげで存在する）の指数として実現することができる。これは指数定理に対して動機付ける例であった。

## スピンc-構造
スピン構造の類似物として、スピンc構造は向き付けられたリーマン多様体上で定義されるが、用いる群がスピンc群、すなわち完全系列
{\displaystyle 1\to \mathbb {Z} _{2}\to \operatorname {Spin} ^{\mathbb {C} }(n)\to \operatorname {SO} (n)\times U(1)\to 1}
により定義される群 SpinC(n) であるところが異なる。これを動機付けるために κ: Spin(n) → U(N) を複素スピノル表現と仮定する。U(N) の中心は、包含 i: U(1) → U(N) からくる対角元（つまり恒等写像のスカラー倍）から成る。ゆえに、準同型
{\displaystyle \kappa \times i\colon \operatorname {Spin} (n)\times U(1)\to U(N)}
が存在して、この準同型の核は必ず元 (-1, -1) を持ち、この元を法とする商をとると SpinC(n) を得る。この群は、ねじれ積
{\displaystyle \operatorname {Spin} ^{\mathbb {C} }(n)=\operatorname {Spin} (n)\times _{\mathbb {Z} _{2}}U(1)}
である（U(1) = SO(2) = S1 に注意せよ）。すなわち群 SpinC(n) は SO(n) の S1 による中心拡大である。
別な方法として、SpinC(n) は Spin(n) × Spin(2) の正規部分群 Z2（これは、束 Spin(n) → SO(n) および Spin(2) → SO(2) のそれぞれに対する被覆変換の対で生成される）に関する商群である。これにより、スピンc群は Spin(n) をファイバーに持つ円周上の束とも、円をファイバーに持つ SO(n) 上の束とも見ることができる。
基本群 π1(SpinC(n)) は Z に同型である。
多様体が胞体分割や三角分割を持つならば、スピンc-構造を等価的に、2-骨格上の複素構造を 3-骨格に拡張したもののホモトピー類と考えることができる。スピン構造のときと同様に、多様体が奇数次元ならば、自明直線束とのホイットニー和を取る。
さらに別の定義は、多様体 N 上のスピンc-構造とは、N 上の複素直線束 L と TN ⊕ L 上のスピン構造の対であるとするものである。

### 障害
スピンc構造が存在するのは、束 E が向き付け可能かつその束の二次スティーフェル–ホイットニー類が準同型 H2(M, Z) → H2(M, Z/2Z) の像に属する（すなわち、三次の整係数スティーフェル–ホイットニー類が消えている）ときである。このとき、束 E は「スピンcである」（スピンc-束）という。直観的には、弧の持ち上げが、任意に得られたスピンc束の U(1)-成分のデカルト平方のチャーン類を与える。ホップとヒルツェブルフの定理により、向き付け可能な四次元閉多様体は、常にスピンc構造を持つ。

### 分類
多様体がスピンc-構造を全く持つとき、スピンc構造全体の成す集合は、アフィン空間を成す。さらに言えば、スピンc構造の空間には、H2(M, Z) が自由かつ推移的に作用する。従って、スピンc構造は（自然な方法ではないけれども）H2(M, Z) の元に対応する。

#### 幾何学的な説明
これを以下のように幾何学的に解釈することができる（これはエドワード・ウィッテンによるものである）。スピンc-構造は 0 でないとき、この平方根束は非整係数チャーン類を持つ（これは2-コサイクル条件が成り立たないことを意味する）。特に、三種類ある任意の二つの交叉上の遷移函数の積は（主束となるのに必要な条件であるところの）恒等的に 1 にならず、ところどころ −1 となる。
この条件の不成立は、遷移函数の三重積に関して同じ条件の不成立によってスピン束となることが妨げられるのと、ちょうど同じ交叉において起きる。従って、完全 (full) スピンc-束の遷移函数の三重積（これは、スピン束の三重積と U(1)-成分束の三重積との積である）は、12 = 1 か −12 = 1の何れかであり、それゆえこのスピンc-束はコサイクル条件を満たして、正当な束となる。

#### 詳細
上記の直観的な幾何学的説明は以下のように具体的にすることができる。短完全列 0 → Z → Z → Z2 → 0 を考える。ここに、二つ目の矢印は各整数を 2-倍する写像であり、三つ目の矢印は法 2 に関する還元である。これによって誘導されるコホモロジーの長完全列は
{\displaystyle \dotsb \to H^{2}(M;\mathbf {Z} ){\stackrel {2}{{}\to {}}}H^{2}(M;\mathbf {Z} )\to H^{2}(M;\mathbf {Z} _{2}){\stackrel {\beta }{{}\to {}}}H^{3}(M;\mathbf {Z} )\to \dotsb }
なる部分を含む。二つ目の矢印は 2-倍写像の誘導する準同型であり、三つ目は法 2 に関する制限から誘導される準同型で、四つ目は付随するボックシュタイン準同型 β である。
スピン束の存在に対する障害は H2(M, Z2) のひとつの元 w2 である。これは、SO(N)-束のスピン束への局所持ち上げは常に可能だが、各遷移函数の Z2-持ち上げの選択（それは符号を選ぶことである）が必要があるという事実を反映するものである。三重交叉上でこれら三つの符号の積が −1 であるとき持ち上げは存在しない。これは w2 のチェックコホモロジーの様子を教えるものである。
この障害を打ち消すために、このスピン束と同じ障害 w2 を持つ U(1)-束とのテンソル積束をとる。これが「束」の語の濫用であることに注意すべきである（スピン束も U(1)-束もコサイクル条件を満たさないので、どちらも実際には束でない）。
正当な U(1)-束はチャーン類により分類される（これは H2(M, Z) の元である）。この類を上記の完全系列の一項目の元と同一視すると、次の矢印はこのチャーン類を二倍するから、正当な束は二項目の H2(M, Z) の偶数である元と対応する。一方、奇数である元はコサイクル条件を満たさない束と対応する。よって、障害は二項目の H2(M, Z) が矢印の像のに属することが満足されないこと（これは完全性により、次の矢印による H2(M, Z2) の像により分類される）によって分類される。
スピン束に関する対応する障害を打ち消すには、この像が w2 である必要がある。特に、w2 が矢印の像に属さなければ、障害が w2 に等しい如何なる U(1)-束も存在せず、従って障害は打ち消されない。完全性により w2 が直前の矢印の像に属するのは、次の矢印（これがボックシュタイン準同型 β であることを思い出そう）の核に属するときに限る。すなわち、障害を打ち消すための条件は
{\displaystyle W_{3}=\beta w_{2}=0}
である。ここで、三次の整係数スティーフェル–ホイットニー類 W3 は、二次スティーフェル–ホイットニー類 w2 のボックシュタイン準同型像である（このことを W3 の定義として採用することもできる）という事実を用いた。

#### スティーフェル–ホイットニー類の整係数持ち上げ
この議論は、二次のスティーフェル–ホイットニー類は Z2-係数コホモロジーの元ばかりでなく、ひとつ高次の整係数コホモロジーの元をも定義することを示している。実は、これは任意の偶数次スティーフェル–ホイットニー類に対して同じことが言える。そうして得られる奇数次の累に対して、慣習的に大文字の W が用いられ、それぞれの次数（これは常に奇数）をラベルとして、整係数スティーフェル–ホイットニー類と呼ぶ。

### 素粒子物理学への応用
場の量子論において、電荷を帯びたスピノルは付随するスピンc-束の切断であり、また特に、電荷を帯びないスピノルはスピンc-構造を持たない空間の中には存在することができない。ある種の超重力理論においてこのことの例外が生じる（そこでは追加の相互作用が、他の場が三次のスティーフェル–ホイットニー類を打ち消す可能性を暗に含む）。

### 例
1. 四次元以下の任意の向き付けられた滑らかな多様体は、スピンc-多様体である[8]。
2. 任意の概複素多様体はスピンc-多様体である。
3. 任意のスピン多様体はスピンc-多様体である。

## ベクトル構造
スピン構造がベクトル束の随伴スピン束への持ち上げであるのに対して、ベクトル構造とは他の束の随伴ベクトル束への持ち上げを言う。

### 障害
たとえば、SO(8)-束を考えると、群 SO(8) は三つの八次元表現を持っていて、そのうち二つはスピノル的であり、そのひとつはベクトル表現である。これら三つの表現は同型により互いに取り換えることができて、三対性 (triality) と呼ばれる。SO(8)-ベクトル束 E を与えたとき、付随するスピン束に関する障害は、二次スティーフェル–ホイットニー類 w2(E)（これは Z2-係数二次コホモロジー群の元）である。三対性により、与えられた SO(8)-スピン束 F の随伴ベクトル束の存在に対する障害が、同じコホモロジー群の別の元（これをしばしば 2(F) と書く）であることがわかる。

### 素粒子物理学への応用
物理学においてベクトル構造が初めて考慮されたのは、論文 Berkooz, Micha; Leigh, Robert; Polchinski, Joseph; Schwarz, John; Seiberg, Nathan; Witten, Edward. “Anomalies, Dualities and Topology of D=6, N=1 Superstring Vacua” である。彼らは、I-型の弦理論（その配置は、その上に Spin(32)/Z2-主束を持つ10次元多様体からなる）を考えた。そのような束はベクトル構造を持ち、それゆえすべての三重交叉上の遷移函数の三重積が Z2-商の自明元であるとき SO(32)-束に持ち上がる。これが起こるのはちょうど Z2-係数特性 2-コサイクル 2 が消えるときである。
続く年、Sen, Ashoke; Sethi, Savdeep. “The Mirror Transform of Type I Vacua in Six Dimensions” は、I-型超弦理論は（流束の無い場合において）この特性類が自明である場合に限り無矛盾 (consistent) であることを実証した。より一般に、I-型弦理論においてB-場は Z2-係数二次のコホモロジーに属する類でもあり、彼らはこれが 2 と等しくなければならないことを示している。

## 関連文献
- Lawson, H. Blaine; Michelsohn, Marie-Louise (1989). Spin Geometry. Princeton University Press. ISBN 978-0-691-08542-5
- Friedrich, Thomas (2000). Dirac Operators in Riemannian Geometry. American Mathematical Society. ISBN 978-0-8218-2055-1
- Karoubi, Max (2008). K-Theory. Springer. pp. 212–214. ISBN 978-3-540-79889-7
- Greub, Werner; Petry, Herbert-Rainer. (1978). On the lifting of structure groups. 676. in Lecture Notes in Mathematics, Springer-Verlag. pp. 217–246